# Architraaf

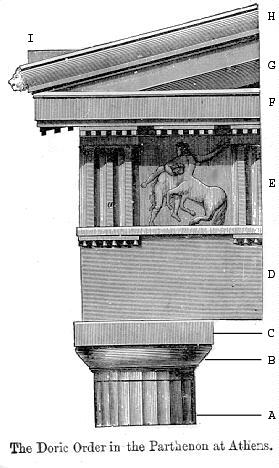
Onderdelen van het Dorische hoofdgestel: A: zuil, B: kapiteel, C: abacus, D: architraaf, E: triglief en metope, F: geison, G: timpaan of fronton, H: cimaas, I: akroterion

Een architraaf (Grieks archi (ἀρχι), voornaamste, hoofd en Latijn trabs, balk) of epistyle is de onderste dragende balk in het hoofdgestel.
De architraaf werd voornamelijk gebruikt in de bouwkunst uit het Midden-Oosten, de Griekse en Romeinse architectuur.
Een bekend voorbeeld van architraafbouw is het Parthenon in Athene.
Bij architraafbouw wordt de druk, het gewicht van de muur of van het plafond, loodrecht naar beneden afgevoerd.
Nadeel van architraafbouw is dat het bouwwerk niet in staat is om horizontale krachten op te nemen. Dit maakt het zeer gevoelig voor aardbevingen. In het zeer aardbeving gevoelige Mesopotamië maakte men daarom gebruik van het vorkkapiteel. Een ander nadeel is dat de natuursteen, waarvan de architraaf is gemaakt, geen grote trekkrachten kan opnemen, met als gevolg dat een architraaf maar voor kleine overspanningen gebruikt kan worden.

## Dorische architraaf
In de Dorische orde bestaat de architraaf uit een vlakke band die aan de bovenzijde wordt begrensd door de taenia. De regula en guttae overlappen de architraaf.

## Ionische architraaf
In de Ionische orde is de architraaf in vier delen verdeeld. Het bovenste deel dat 1/7 van de totale hoogte van de architraaf in beslag neemt wordt gevormd door een cymatium. Daaronder bevinden zich drie banden waarvan de bovenste twee ten opzichte van de onderliggende band iets meer naar buiten springen. Hun onderlinge hoogteverhouding van beneden naar boven is 3:4:5.

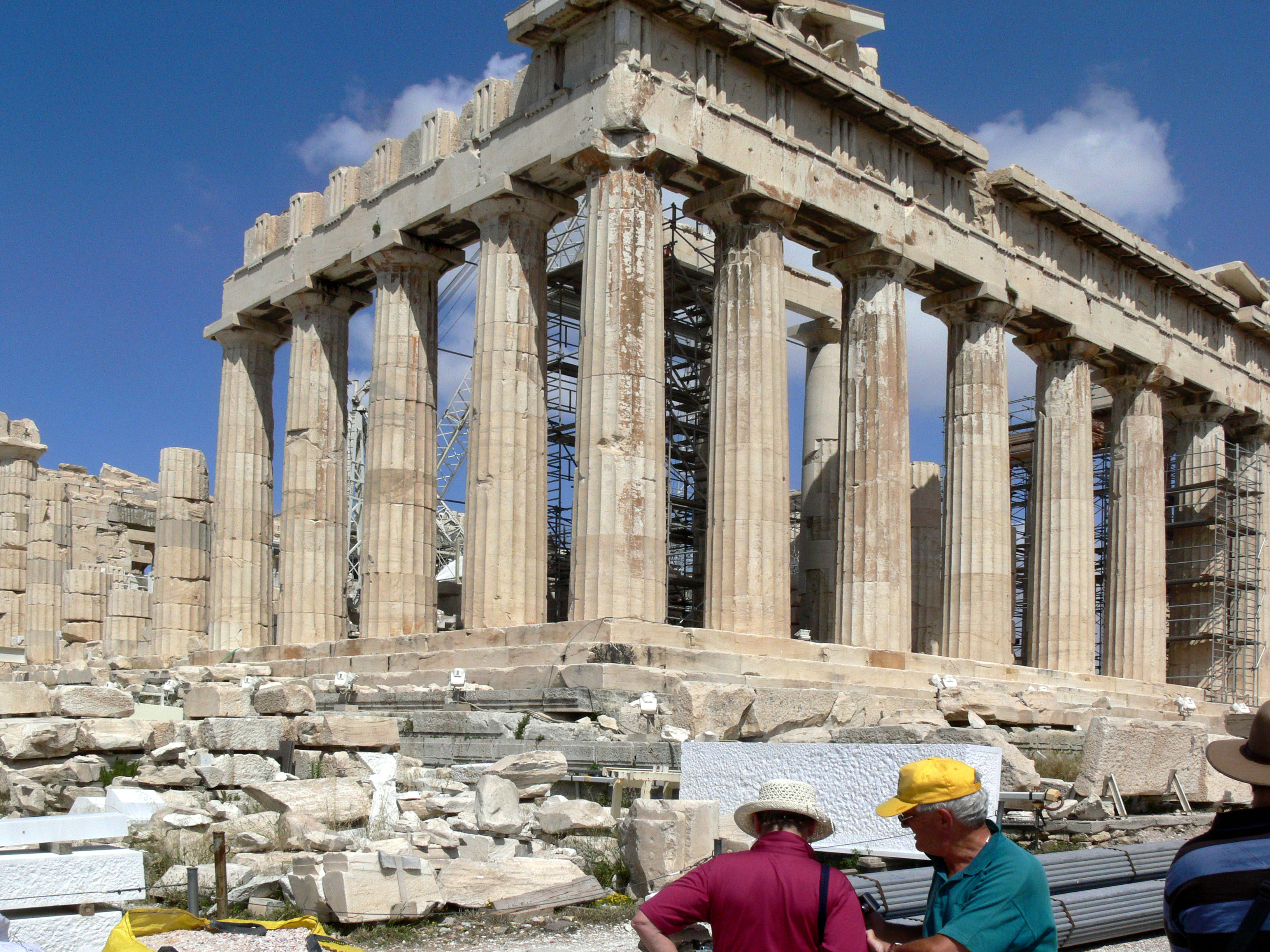
Parthenon

## Moderne architraaf
Tegenwoordig wordt de term architraaf gebruikt voor houten lijsten als sierafwerking rondom een kozijn. Zoals een plint langs de vloer een afwerking is, is een architraaf dat rond een kozijn. In gebouwen uit de jaren 10 en 30 zijn vaak nog architraven aanwezig. 